# Draconettidae
I Draconettidae Jordan & Fowler, 1903 sono una famiglia di pesci ossei marini dell'ordine Perciformes.

## Distribuzione e habitat
Sono presenti in tutti gli oceani (tranne l'Oceano Pacifico orientale) alle latitudini tropicali e subtropicali. Sono assenti dal mar Mediterraneo. Popolano tipicamente l'orlo della piattaforma continentale e il primo tratto della scarpata continentale, sia lungo le coste continentali o insulari che presso i seamounts. Tutte le specie sono considerate rare.

## Descrizione
Sono piuttosto simili ai Callionymidae. Le pinne dorsali sono due, la prima, breve e triangolare, composta da tre raggi spinosi robusti, la seconda formata da raggi molli e più lunga. La pinna anale ha lunghezza simile alla seconda dorsale. Posseggono una robusta spina sull'opercolo e una sul subopercolo ma non sul preopercolo. Possiedono quattro narici e un'apertura branchiale ampia. Solo la parte anteriore della linea laterale è ben sviluppata, il resto dell'organo è rudimentale, infossato nella pelle.
Sono pesci di piccola taglia che raramente superano i 10 cm.

## Biologia
Poco nota.

## Specie
- Genere Centrodraco
  - Centrodraco abstractum
  - Centrodraco acanthopoma
  - Centrodraco atrifilum
  - Centrodraco gegonipus
  - Centrodraco insolitus
  - Centrodraco lineatus
  - Centrodraco nakaboi
  - Centrodraco oregonus
  - Centrodraco ornatus
  - Centrodraco otohime
  - Centrodraco pseudoxenicus
  - Centrodraco rubellus
  - Centrodraco striatus
- Genere Draconetta
  - Draconetta xenica[2]